# 中国铁道学会
中国铁道学会是中华人民共和国铁路科技工作者组成的群众性学术团体，是中国科学技术协会主管的社会团体，1978年4月在北京市成立。